# Bulgarische Volleyballnationalmannschaft der Frauen
Die bulgarische Volleyballnationalmannschaft der Frauen ist eine Auswahl der besten bulgarischen Spielerinnen, die die Balgarska Federazija po Wolejbol bei internationalen Turnieren und Länderspielen repräsentiert.

## Geschichte

### Weltmeisterschaften
Bei der ersten Volleyball-Weltmeisterschaft belegten die Bulgarinnen 1952 den vierten Rang. Nach dem fünften Platz 1956 wiederholten sie dieses Ergebnis 1962. Bei der WM 1970 kamen sie trotz des Heimvorteils nicht über den sechsten Rang hinaus. 1974 folgte der Absturz auf Platz 13. Danach wurden die bulgarischen Frauen zweimal Neunter und 1986 verabschiedeten sie sich vorerst als Zwölfter. 1998 kehrten sie als Elfter zurück und vier Jahre später belegten sie den achten Platz. 2014 und 2018 waren sie jeweils Elfter, 2022 Siebzehnter.

### Olympische Spiele
Bei ihrer bislang einzigen Teilnahme an einem olympischen Turnier gewannen die bulgarischen Frauen 1980 in Moskau die Bronzemedaille.

### Europameisterschaften
1950 fand die Volleyball-Europameisterschaft in Bulgarien statt und der Gastgeber verpasste als Vierter nur knapp die Medaillenränge. Von 1955 bis 1963 belegten die bulgarischen Frauen dreimal den fünften Platz. Nach dem sechsten Rang 1967 wurden sie noch zweimal Vierter. Einem schwächeren Turnier (Siebter) folgte 1979 der Sprung unter die besten Drei. Als das Turnier 1981 wieder im eigenen Land stattfand, gewannen die Bulgarinnen das Endspiel gegen die Sowjetunion. Danach schwankten die Leistungen. Erst waren die Bulgarinnen Vierter, dann Zehnter, anschließend wieder Vierter und zweimal Siebter. In den Jahren 1993 bis 1997 steigerten sie sich von Rang neun über den Rang fünf auf den vierten Platz. 1999 wurden sie Siebter und 2001 erreichten sie – erneut vor eigenem Publikum – den dritten Rang. Bei den nächsten drei Turnieren ging es kontinuierlich abwärts bis zum elften Platz 2007. Nach dem achten Platz 2009 waren Vierzehnter und zweimal Dreizehnter. Dann konnten sie 2017 den neunten und 2019 den achten Platz belegen. 2021 wurde Bulgarien bei der Heim-EM Neunter.

### World Cup
Bulgarien hat nur 1981 im World Cup mitgespielt und wurde Siebter.

### Nations League
Bulgarien nahm erstmals an der Nations League 2019 teil und wurde. Die besten Platzierungen erzielte das Team 2023 und 2025 jeweils mit dem 13. Platz.

### World Grand Prix
Bulgarien hat an den letzten fünf World Cups teilgenommen. Das beste Ergebnis war 9. Platz gleich bei der ersten Teilnahme 2013.

### Europaliga
An der Europaliga hat Bulgarien sieben Mal teilgenommen und ging 2018 sowie 2021 als Sieger hervor.